# Olle Rinman
Olle Fredrik Alexander Rinman (ur. 30 marca 1908 w Sztokholmie, zm. 28 maja 1985 w Lidingö) – szwedzki żeglarz, olimpijczyk.
Na regatach rozegranych podczas Letnich Igrzysk Olimpijskich 1924 wystąpił w klasie 6 metrów zajmując 4 pozycję. Załogę jachtu Aloha II tworzyli również Nils Rinman i Magnus Hellström.
Syn Nilsa Rinmana.